# Matthias Schranner
Matthias Schranner (* 4. ledna 1964 Moosburg an der Isar) je konzultant a bývalý krizový vyjednavač, který pracoval pro německou policii. Je ředitelem a zakladatelem Schrannerova mezinárodního vyjednávacího institutu ve Švýcarsku a ve Spojených státech. Je autorem knih Vyjednávání na hraně (angl. Negotiations on the Edge) a Drahé chyby (angl. Costly Mistakes) a také profesorem na Univerzitě St. Gallen a Universitě Warwick.

## Profesní život
Vyrostl v Německu a vystudoval práva na univerzitě v Mnichově. Svou profesní kariéru začal u německé policie, kde pracoval 17 let. Prošel výcvikem vyjednávání americké FBI a byl převelen do speciální pracovní skupiny spolkového ministerstva vnitra. Byl zodpovědný za stíhání únosců a trestných činů spojených s držením rukojmích.
Po ukončení kariéry ve státní správě založil Matthias Schranner Institut vyjednávání ve Švýcarsku a později také ve Spojených státech amerických. Stal se konzultantem OSN a nejvýznamnějších světových společností, politických stran a vládních představitelů.

## Vybrané publikace
- SCHRANNER, Matthias. Costly Mistakes: The 7 Biggest Errors in Negotiations. [s.l.]: [s.n.] ISBN 978-3033031869.
- SCHRANNER, Matthias. Negotiations on the Edge. [s.l.]: [s.n.] ISBN 3033031862.
- SCHRANNER, Matthias. Umění vyjednávat a přesvědčit v obtížných situacích. [s.l.]: [s.n.] ISBN 978-80-247-3609-9.